# ثورة آن لوشان
كانت ثورة آن لوشان حركة تمرد مدمرة ضد سلالة تانغ الحاكمة للصين. بدأ التمرد عمليًا في السادس عشر من ديسمبر عام 755، حين أعلن الجنرال آن لوشان نفسه إمبراطورًا في شمال الصين مؤسسًا سلالة يان الحاكمة المنافسة، وانتهى التمرد بسقوط يان في السابع عشر من فبراير عام 763 (على الرغم من أن تأثيرات الثورة استمرت بعد هذا التاريخ). يُعرف هذا الحدث أيضًا (وخصوصًا في علم التاريخ الصيني) باسم تمرد آن-شي أو اضطرابات آن-شي، إذ استمرت هذه الأحداث بعد موت آن لوشان بقيادة ابنه آن تشينغسو بالإضافة إلى نائبه وخليفته شي سيمينغ، أو باسم ثورة تيانباو، إذ بدأت في العام الرابع عشر من هذه الحقبة. تفشي فيروس ماربورغ في رواندا
امتدت هذه الثورة على فترة حكم ثلاثة أباطرة من سلالة تانغ قبل أن تُسحق في النهاية، وشملت طيفًا واسعًا من القوى الإقليمية. إضافة إلى الموالين لسلالة تانغ، كان من المشاركين الآخرين القوات المعادية لحكم آل تانغ، خصوصًا تلك الموجودة في منطقة آن لوشان في مقاطعتي خبي وسوقديانا أو المناطق الواقعة تحت سيطرتها. أدى التمرد والاضطراب التالي له إلى خسارة كبيرة للأرواح ودمار واسع النطاق. أضعفت هذه الثورة سلالة تانغ الحاكمة بشكل كبير وأدت إلى خسارة المناطق الغربية. وظفت سلالة تانغ أربعة آلاف جندي مرتزقة عباسي، وتدخلت خاقانية الأويغور لصالح سلالة تانغ في وجه آن لوشان.
تبادلت خاقانية الأويغور الأميرات بالزواج المتبادل مع سلالة تانغ الصينية عام 756 من أجل تثبيت التحالف ضد آن لوشان. أرسل بايانشور خان ابنته الأميرة الأويغورية بيجيا للزواج من أمير سلالة تانغ الصينية لي تشينغكاي أمير دونهوانغ ابن لي شولي أمير بين. بينما تزوج الخاقان الأويغوري بايانشور من الأميرة الصينية نينغوو.

## الخلفية التاريخية

### الوضع السياسي
بدءًا من عام 742، دخلت منطقة أوراسيا في حقبة من الاضطراب السياسي الشديد استمرت ثلاثة عشر عامًا، إذ عانت الإمبراطوريات الإقليمية بشكل عام من ثورات ضخمة أو حركات تمرد أو تغير في العائلة الحاكمة. في هذا العام أُطيح بسلالة الترك في السهب الأوراسي الشرقي ليحل محلها حكام الأويغور الواقعون تحت تأثير سوغديانا. يبدو أن هذه كانت بداية لعدد من الأحداث الثورية التي قادها أو أثر عليها بشكل مباشر كل من التجار وأصحاب المتاجر المتعلقة بالتجارة الدولية، والتي يشار إليها بشكل شائع باسم طريق الحرير. في عام 747، بدأ العباسيون تمردهم ضد الخلافة الأموية في منطقة مرو الكبرى في خراسان، مما أدى إلى إعلان الخليفة العباسي بحلول عام 750. يبدو أن هذه الثورة أيضًا خضعت لتدبير التجار وبعض الأشخاص الذين يعرفون عن أنفسهم باسم التجار.
توقف التوسع الغربي لإمبراطورية آل تانغ الصينية عام 751 بهزيمة القوة الجوالة الكبيرة التي قادها غاو شيانجي في معركة نهر طلاس في المنطقة المعروفة حاليًا باسم وادي فرغانة، وعُزيت أسباب هذه الهزيمة إلى انشقاق ترك القارلوق خلال المعركة. لكن العرب لم يحاولوا التقدم بعد المعركة، وحافظت دولة تانغ على أراضيها في وسط آسيا حتى تمرد آن لوشان.
إضافة إلى ذلك، توقف التوسع الجنوبي لدولة تانغ بسبب الحملات العسكرية غير الفعالة -والكارثية في بعض الأحيان- ضد مملكة نانجاو. لكن الحملات العسكرية لإمبراطورية تانغ ضد الإمبراطورية التبتية كانت تسير بنجاح أكبر، إذ بدت الحملة الهادفة إلى السيطرة على أراضي التبت في وسط آسيا ناجحة تقريبًا. بعد اغتيال الإمبراطور التبتي مي أغستوم في عام 755 وسط تمرد ضخم ضمن الدولة التبتية، بدا أن الانتصار النهائي لدولة تانغ أمر محقق بكل تأكيد. لكن وفي الأراضي الصينية الواقعة في حالة اضطراب اقتصادي شديد، نجح الجنرال التركي السوقدياني آن لوشان في الوصول إلى منصب رفيع المستوى مقرب من إمبراطور التانغ شوانزونغ ومستشارته يانغ غويفي.

### القائد العسكري آن لوشان
كان آن لوشان قائدًا عسكريًا ذا أصول غير معروفة، لكن يُعتقد أن أبًا من سوقديان وأمًا من توجو تبنياه في طفولته. في النهاية تمكن من الحصول على حظوة الإمبراطور الحاكم للصين. يظهر نجاحه في هذا المجال جليًا عند رؤية البيت المترف الذي بناه له الإمبراطور شوانزونغ عام 751 في العاصمة تشانغآن. كان هذا المنزل مفروشًا بالأثاث المترف مثل الأدوات الذهبية والفضية وزوج من الأرائك بطول عشرة أقدام وعرض ستة أقدام، والمجهزة بخشب الصندل الثمين.
عُين آن لوشان من قبل الإمبراطور شوانزونغ (بناء على اقتراح محظيته المفضلة يانغ غويفي وبموافقة مستشاره الرسمي لي لينفو) بصفة جيدوشي (قائد عسكري إقليمي) لثلاثة حصون في الشمال هي بينغلو وفانيانغ وهيدونغ. حصل آن عمليًا على السيطرة على كافة المنطقة الواقعة شمال المصاب الدنيا للنهر الأصفر، ومن ضمنها الحصون العسكرية التي حوت نحو 164 ألف جندي. استغل آن لوشان عدة ظروف، مثل الاستياء الشعبي من حكم تانغ المتهور، والتزامن مع الثورة العباسية المدعومة من قبل سوقديان ضد الدولة الأموية، وفي النهاية غياب القوى العسكرية القوية لحماية القصر بالإضافة إلى سلسلة من الكوارث الطبيعية. كان لوشان من الأشخاص المفضلين لبلاط تانغ الإمبراطوري، حتى أنه دعا نفسه بالابن المتبنى ليانغ غويفي. بهذه الطريقة كان محميًا من الانتقاد، حتى عندما طلب قريبها الوزير يانغ غووجونغ عزله.

## مجرى الثورة
أعلنت ثورة آن لوشان عن بدء فترة من التمرد شملت عهد ثلاثة أباطرة من سلالة تانغ الحاكمة، بدءًا من الفترة الأخيرة (فترة تيانباو) من حكم شوانزونغ (8 سبتمبر 712 – 12 أغسطس 756)، مستمرة خلال حكم سوزونغ (12 أغسطس 756 – 16 مايو 762) وانتهاء بحكم دايزونغ (18 مايو 762 – 23 مايو 779)، إضافة إلى أنها شملت أربعة مطالبين بالحكم من سلالة دا يان التي فشلت بتحقيق هدفها.